# Gonypetella fuscipes
Gonypetella fuscipes es una especie de mantis de la familia Mantidae.

## Distribución geográfica
Se encuentra en Malaui, Etiopía y Tanzania.